# STS-43
STS-43 e четиридесет и втората мисия на НАСА по програмата Спейс шатъл и девети полет на совалката Атлантис. Основната цел на мисията е извеждане в геостационарна орбита на комуникационния спътник „TDRS-E“ (TDRS-4).

## Екипаж
| Пост                    | Астронавт                             |
| ----------------------- | ------------------------------------- |
| Командир                | Джон Блаха трети космически полет     |
| Пилот                   | Майкъл Бейкър първи космически полет  |
| Специалист на мисията 1 | Шанън Лусид трети космически полет    |
| Специалист на мисията 2 | Джеймс Адамсън втори космически полет |
| Специалист на мисията 3 | Джордж Лоу втори космически полет     |

- Броят на полетите е преди и включително тази мисия.

## Полетът
Първоначално датата на изстрелването е определена за 23 юли, но след няколко отлагания по технически причини е успешно осъществено на 2 август. Полезния товар представлява спътника TDRS-E (TDRS-5) с двигател за излизане на геостационарна орбита. Той е отделен от совалката около 6 часа след началото на полета. Това е четвъртият член на системата TDRS (петият спътник е разрушен по време на катастрофата на совалката Чалънджър, мисия STS-51L).
Освен извеждането на спътника по време на полета екипажа провежда експерименти по пренос на топлина, повърхностно горене в условията на безтегловност и няколко медицински експерименти по проучване на полети с голяма продължителност.
Кацането е успешно осъществено на 11 август 1991 г., 08:23:25 ч. EDT на писта 15 в Космическия център „Кенеди“, Флорида. Това е първото кацане, планирано в „Кенеди“ след мисия STS-61C от януари 1986 г. (но впоследствие е отклонен към базата „Едуардс“ на совалката Колумбия.

## Параметри на мисията
- Маса:
  - При старта: 89 239 кг
  - Полезен товар: 21 067 кг
- Перигей: 301 км
- Апогей: 306 км
- Инклинация: 28,5°
- Орбитален период: 90.6 мин

## Галерия
- Изстрелването на совалката от КЦ „Кенеди“.
- Извеждането на спътника в орбита.
- Спътника в орбита.
- Совалката над полуостров Флорида.
- Екипажа в орбита